# Sections administratives spécialisées
Pour les articles homonymes, voir SAS.

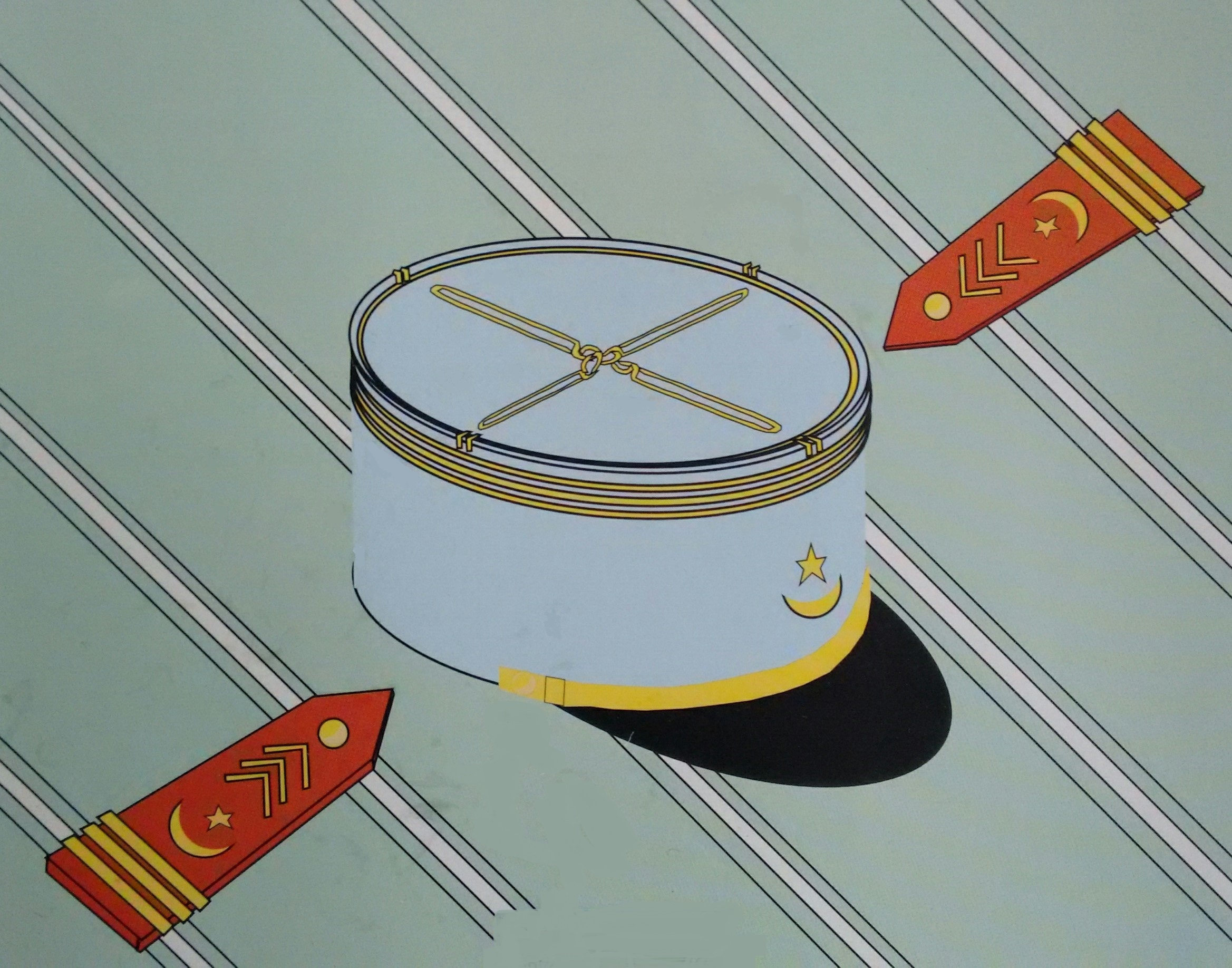
Képi bleu de l'uniforme des officiers SAS

Les sections administratives spécialisées (SAS) furent créées en Algérie française en 1955 pour promouvoir la présence française en servant d'assistance scolaire, sociale, médicale envers les populations rurales musulmanes afin de les gagner idéologiquement à la cause de la France, et fournir des renseignements militaires en vue de la pacification. Elles sont composées de militaires et de civils, dont des contractuels indigènes (Moghazni), et seront environ 700 avec des effectifs de plus de 20000 à la fin du conflit. Leur pendant en zones urbaines étaient les sections administratives urbaines (SAU).

## Historique
Les sections administratives spécialisées (SAS) sont créées dès 1955 en France par un arrêté du 26 septembre 1955 du gouverneur général de l'Algérie, Jacques Soustelle,, elles ont officiellement eu pour fonction de représenter le sous-préfet, à compter du 2 septembre 1959 et la publication du décret no 59-1019.
La mission première des SAS est très variée puisqu'elle peut toucher aussi bien le domaine de l'administration que celui de l'assistance sociale et éducative ou du domaine économique. Elles avaient pour mission essentielle d'établir un contact avec la population rurale en vue de lui permettre d'accéder à la modernité par le biais de l'instruction, de l'assistance médicale, du développement rural.
Pour cela elles s'appuient sur des volontaires, le recrutement se faisant en premier lieu auprès d'officiers ou sous-officiers d'active ou de réserve de l'armée, ou des fonctionnaires civils, et en deuxième lieu auprès de jeunes appelés parfois désignés d'office; pour une part plus réduite ce furent des comptables, des agents d'assurance ou encore des banquiers. 

Par analogie avec des expériences ultérieures, leurs membres qui étaient détachés militaires auprès des institutions civiles ont été qualifiés, par certains observateurs, de « casques bleus » ou de « soldats de la paix » en raison de leur uniforme qui comprenait un képi bleu,. 

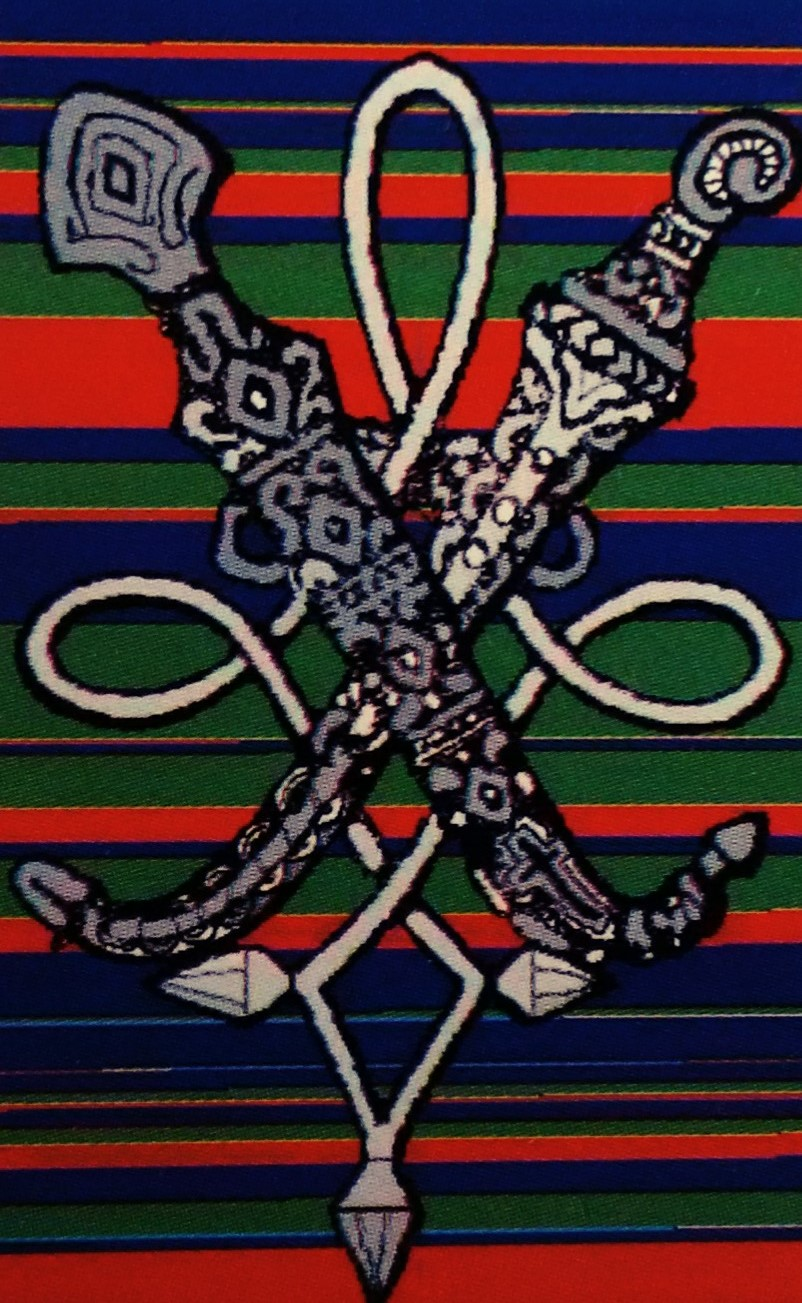
SAS - Insignes de membre des Affaires Algériennes et Sahariennes

## Hiérarchie civile de la République française

### Origines
Jacques Soustelle (Normalien, ethnologue et agrégé de philosophie) est nommé gouverneur général de l'Algérie par Pierre Mendès-France le 26 janvier 1955.
Il constate rapidement la sous-administration de l'Algérie qui est sous le régime des communes mixtes, créées depuis 1875, qui sont subdivisées en douars; ces douars correspondent aux territoires des tribus, lesquels sont subdivisés en mechtas, qui correspondent aux fractions d'une tribu. 
En 1955 certaines communes mixtes telles que celles d'Arris, Khenchela et Tebessa sont gérées par 3 administrateurs pour un territoire s'étendant sur 25,000 km2 .
Un arrêté du 26 septembre 1955 crée au sein du gouvernement général en Algérie un service des Affaires Algériennes qui destine les SAS à assurer une mission d'encadrement et de renforcement du personnel des unités administratives et des collectivités locales.

### Missions des SAS

#### Mission administrative
Officier d'état civil et intermédiaire des administrations.

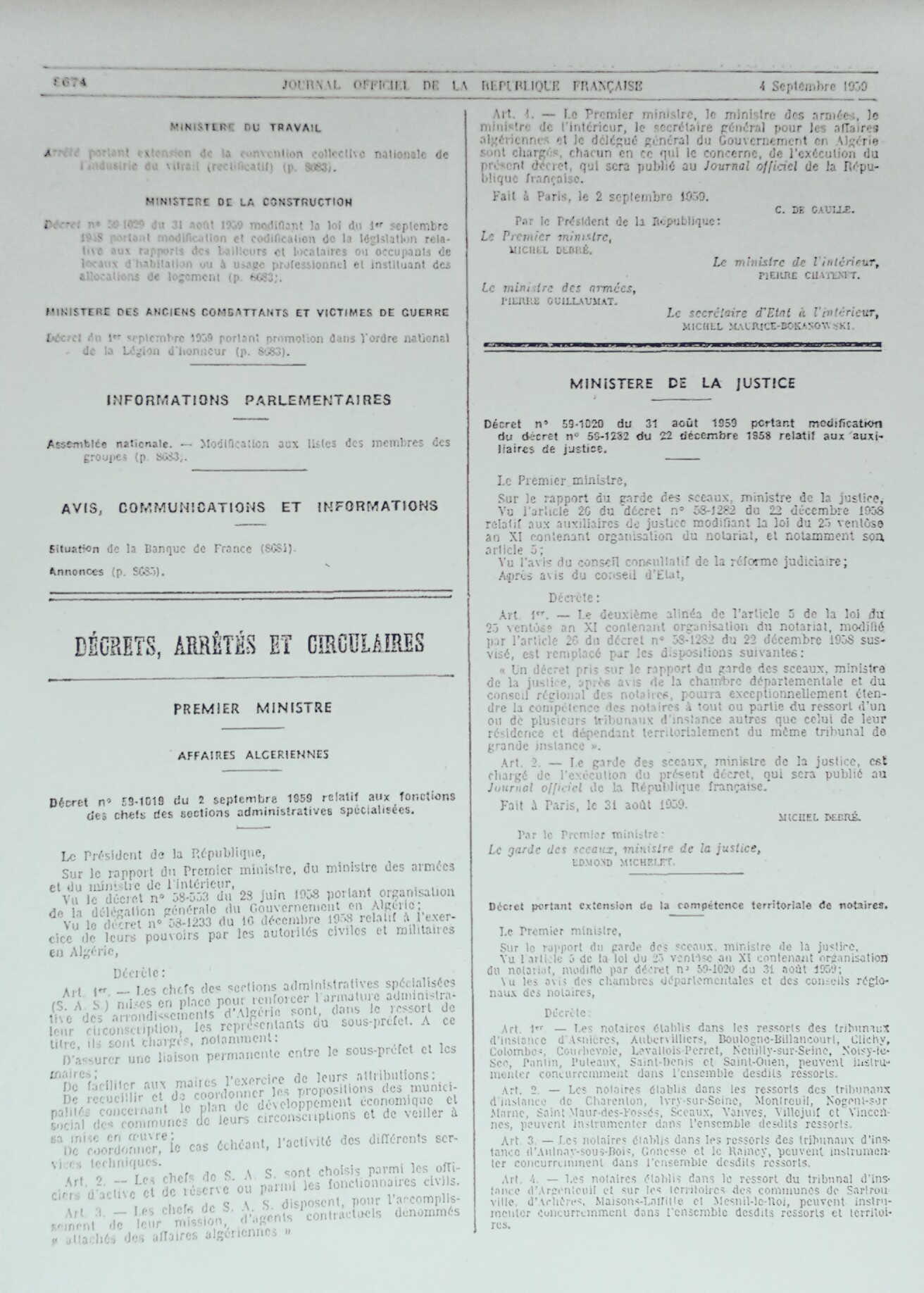
République française, Décret no 59-1019 du 2 septembre 1959

Le personnel SAS doit suppléer au travail de l'administrateur de la commune, parfois le recommencer, pour donner une identité et un minimum de pièces administratives aux populations. Ce travail permet de fournir des certificats de recensement ou des cartes d'identité permettant ainsi de régler des allocations familiales ou de sécurité sociale. 
Représentant les administrations, les officiers SAS rédigent les formulaires de pensions pour les anciens combattants, de carte d'invalidité civile ou militaire, surveillent les infractions relatives aux Eaux et Forêts. Dans les cas où les officiers SAS sont désignés Maires par délégation de l'autorité civile, ils célèbrent les mariages. 
Les SAS et leurs attachés civils permettent d'apporter une aide dans les démarches administratives et ainsi, de mieux connaître les populations et leurs besoins. Le recensement permet aussi de mettre à jour les listes électorales afin de préparer au mieux les scrutins nationaux ou cantonaux. Lors des élections municipales des 17 et 25 avril 1959 sur un total de 1468 communes le taux moyen de participation au scrutin sera de 63%. 
Les relations entre les maires nouvellement élus et les SAS seront dans certains cas conflictuelles car par décret du 2 septembre 1959 les officiers SAS deviennent les représentants du Sous-préfet. L'exercice des attributions des Maires doit être facilité et pour cela les SAS doivent recueillir et coordonner les propositions de développement économique et social de la commune et veiller à leur mise en œuvre.

#### Mission économique
Les objectifs sont la construction d'habitations, mais aussi l'amélioration des techniques d'élevage et des rendements en agriculture, pour cela des moniteurs du paysannat sont nommés pour favoriser la formation.
Des ponts sont construits, des routes, des écoles, des dispensaires, des terrains défrichés, des puits forés et des stations de pompage créées.

#### Mission sociale et éducative
Elles permettent aux populations de profiter de l'aide médicale gratuite. L'exercice de cette aide se fait parfois dans des conditions particulièrement difficiles, certaines assistantes médico-sociales témoignent de ces conditions matérielles: « Nous travaillons sur le tas, précairement, impossible de faire autrement: nous ne disposons ni de laboratoire, ni de centre d'observation ». « Ici ni eau courante, ni évier, ni armoire. Seules des caisses où sont stockés les médicaments, dans un coin, une table petite et bancale, avec quelques bocaux ». Dans certains cas lorsque le médecin proteste contre le vide sanitaire il obtient un bureau, une table d'examen et les médicaments spécialisés manquants.

### Moyens matériels - conditions de vie

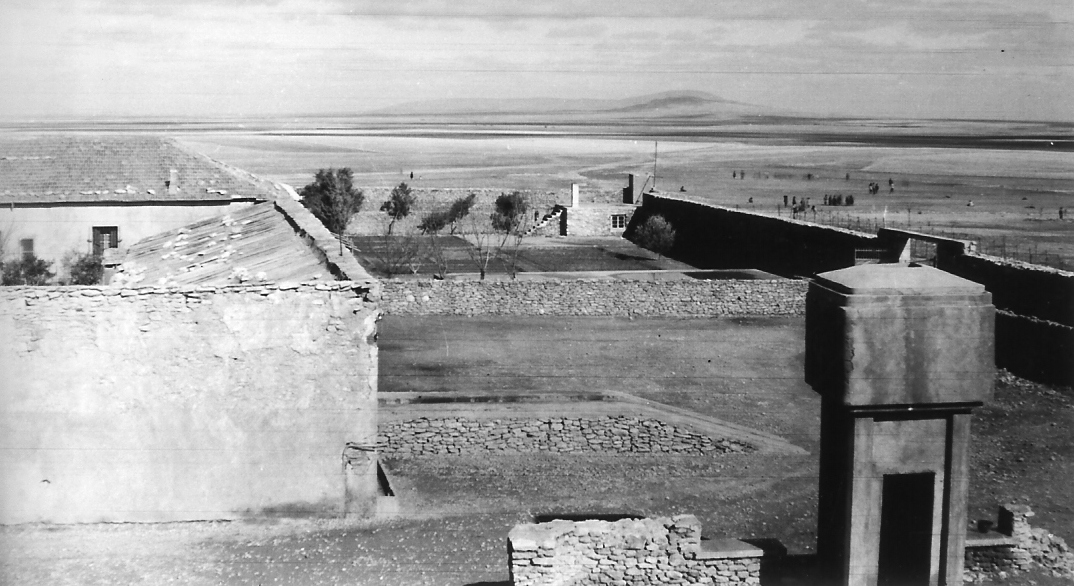
Une SAS, ancienne ferme fortifiée : un des trois postes de garde au fond ; l'ancien château d'eau avait été transformé en douche pour les enfants de l'école.

Le plus souvent les SAS sont installées dans des fermes louées, des habitats améliorés, des préfabriqués, quelquefois sous des tentes et exceptionnellement dans des constructions nouvelles. Dans tous les cas les SAS sont installées dans des conditions matérielles précaires. 

### Moyens en personnel

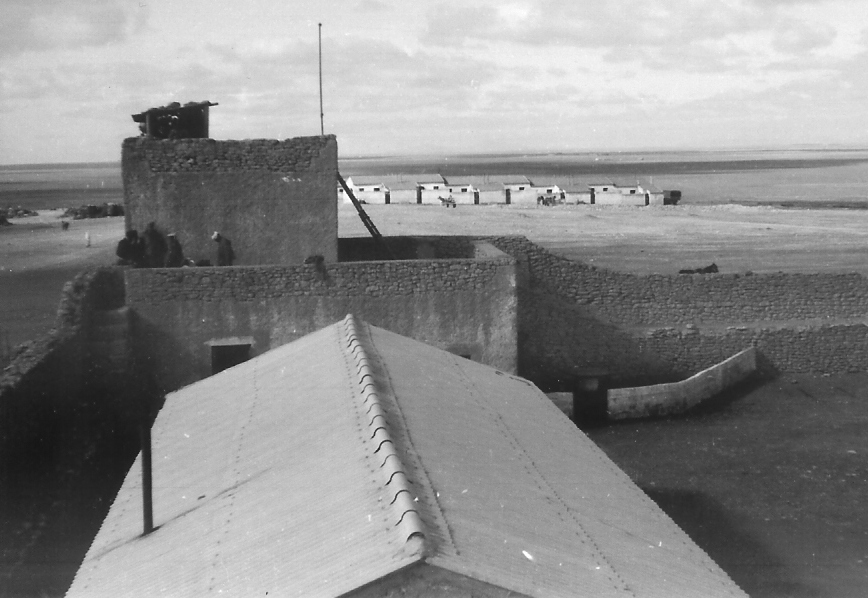
Une SAS, ancienne ferme fortifiée : l'école, le poste de garde principal et les habitations au loin.

Pour l'accomplissement de leur mission, les chefs de SAS ont à leur disposition trois agents contractuels, dénommés «attachés des affaires algériennes» (secrétaire comptable, traducteur), auxquels s'ajoutent souvent un instituteur, une ou plusieurs infirmières, et quelquefois un médecin et un moniteur du paysannat.
Par manque de personnel, notamment de médecins, certains officiers SAS ont dû assurer eux-mêmes en cas d'urgence les accouchements de leurs administrées.
Afin d'assurer la sécurité du centre dans lequel ils opèrent, ils disposent également d'un personnel de défense composé d'une trentaine de moghaznis et d'un opérateur radio.
L'armement est sommaire pour les moghaznis: la plupart du temps de vieux fusils Lebel 1886 et Berthier 7/15, car les risques de prises sont importants. L'officier SAS P. Quieffin témoigne: «Un homme arriva, disant qu'on lui avait pris son fusil, puis d'autres hommes... J'ai immédiatement rassemblé les fusils, on avait perdu 20 fusils! L'autodéfense ne se conçoit que rassemblée».

### Époque contemporaine
Après le conflit en Afghanistan des actions « civilo-militaires » inspirées de celles des SAS ont été mises en œuvre lors de la phase de reconstruction.

## Pertes
Les pertes des SAS de 1956 à 1962 sont :
- Officiers : 73
- Sous-officiers : 33
- Personnel civil : 42
- Moghaznis : 612

## Controverses
Les SAS ont été parfois perçues comme un « corps de contrôle chrétien sur une population musulmane », dans les faits malgré les risques qu'ils encouraient près de 400 des 1400 unités étaient occupés par des officiers musulmans .
En contradiction avec les ordres qu'ils avaient reçus plusieurs officiers SAS ont utilisé des filières pour rapatrier leurs moghaznis clandestinement en Europe, et ainsi les protéger des représailles des combattants de l'Armée de libération nationale .
Certains contemporains, tel le journaliste Henri Alleg, ont estimé que les SAS, par leurs missions, permettaient à l'armée d'obtenir des renseignements sur le conflit en cours, ce à quoi des auteurs et historiens universitaires, tels Saïd Boualam et Grégor Mathias, rétorquent : « les officiers SAS ont été les meilleurs artisans de l'Algérie fraternelle »,.
Concernant la torture, selon Jacques Frémeaux, si l’ensemble des SAS « n'a pas été épargné par ce cancer », les officiers de SAS ne paraissent que « rarement impliqués dans les pratiques de torture » et « bien plus, on a vu nombre d’entre eux, se faisant les protecteurs de la population, dénoncer ces pratiques, ou d’autres exactions, dont ils étaient bien placés pour mesurer les effets désastreux ».